# Чуваші в Україні
Чуваші в Україні - національна меншина тюркської мовної групи, вихідці з Поволжя. За результатами перепису 2001 року в Україні налічувалося 10593 чувашів, переважно у східних областях та Криму.

## Історична динаміка
Динаміка чисельності чувашів України за переписами:
- 1926 — 905
- 1939 — 8 833
- 1959 — 8 925
- 1970 — 13 610
- 1979 — 16 456
- 1989 — 20 395
- 2001 — 10 593

## Розселення
Чисельність чувашів у регіонах України за переписом 2001 р.
| Регіон                    | Кількість |
| Автономна Республіка Крим | 2171      |
| Донецька область          | 1293      |
| Луганська область         | 1060      |
| Дніпропетровська область  | 781       |
| Запорізька область        | 600       |
| Харківська область        | 560       |
| Одеська область           | 535       |
| м. Севастополь            | 508       |
| м. Київ                   | 340       |
| Херсонська область        | 309       |
| Миколаївська область      | 300       |
| Київська область          | 255       |
| Полтавська область        | 243       |
| Кіровоградська область    | 184       |
| Житомирська область       | 157       |
| Хмельницька область       | 152       |
| Черкаська область         | 151       |
| Сумська область           | 147       |
| Вінницька область         | 146       |
| Львівська область         | 139       |
| Чернігівська область      | 124       |
| Закарпатська область      | 114       |
| Рівненська область        | 80        |
| Івано-Франківська область | 72        |
| Волинська область         | 66        |
| Чернівецька область       | 56        |
| Тернопільська область     | 50        |
| Україна                   | 10593     |
|                           |           |

## Мова
Рідна мова чувашів України за переписом 2001 р.
- російська — 7636 (72,1%)
- чуваська — 2268 (21,4%)
- українська — 564 (5,3%)
- інша — 28 (0,3%)

## Організації і товариства

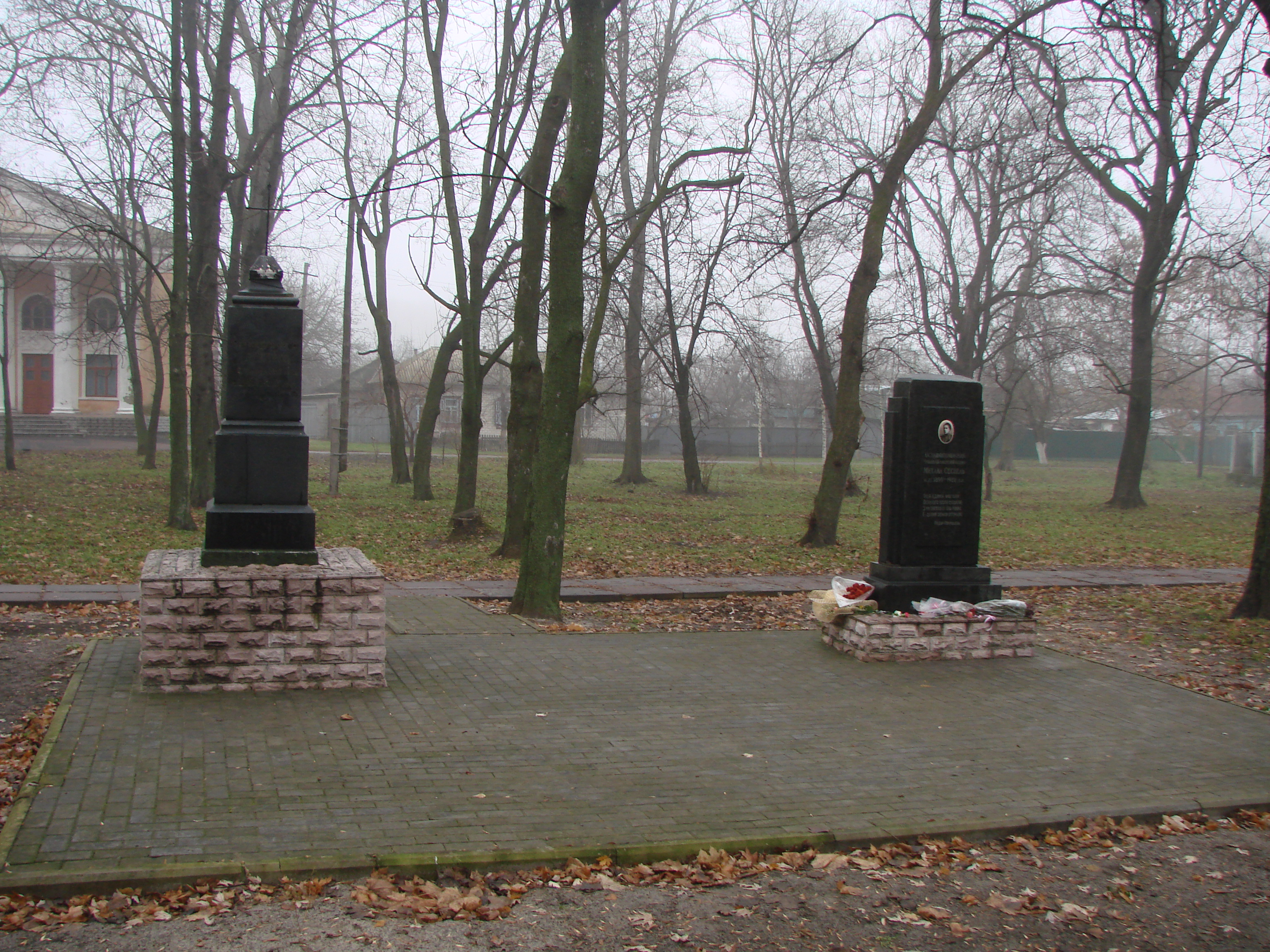
Могила М.К. Сеспеля (Кузьмина) 1899-1922рр. – засновника чуваської поезії, м. Остер, біля будинку культури.

Громадська організація "Чуваське земляцтво в Україні". Заснована у 2017 р. Займається збереженням та плеканням серед чувашів України чуваської мови і традицій, а також відновлення і підтримка зв'язків з історичною батьківщиною. Засновницею земляцтва є Надія Іванівна Лісова. Найвідомішим заходом Чуваського земляцтва в Україні є спорудження в Острі пам'ятного знаку на місці загибелі основоположника сучасної чуваської поезії Мішші Сеспеля. Протягом багатьох років члени земляцтва опікуються цим пам'ятним знаком, а також могилою митця. Цорічно 16 листопада, влаштовують заходи, за участі місцевої влади, на вшанування Мішші Сеспеля.
Земляцтво відоме своєю критикою національної політики України у 2017-2018 рр., і не раз звинувачувалось представниками інших діаспор корінних народів Поволжя в лобіюванні інтересів Російської Федерації на території України. Зокрема, 1 грудня 2018 р. голова Чуваського земляцтва в Україні Н. Лісова заявила, що чуваська громада позбавлена можливості вивчати рідну мову. Від імені чуваської діаспори пані Лісова висловила жаль, що в Україні відсутні чуваські недільні школи, а чуваська мова як окрема дисципліна не вивчається у вищих навчальних закладах. У відповідь на цю заяву співзасновник «Вільного Ідель-Уралу» Сиресь Боляєнь звернувся до Надєжди Лісової з пропозицією обрати один з відомих творів чуваської літератури та озвучити його у професійній студії звукозапису. Також Сиресь Боляєнь запевнив у готовності «Вільного Ідель-Уралу» покрити всі видатки на оренду студії звукозапису та оплату послуг звукорежисера. Однак голова Чуваського земляцтва в Україні Надєжда Лісова відмовилась підтримати ініціативу пана Боляєнь із запису аудіокниги чуваською мовою.
Чуваське земляцтво в Україні має два осередки: в Києві, Чернігові, Херсоні та Черкасах.
У 2019 р. земляцтво очолив Михайло Люллін.